# قصيدة رعوية

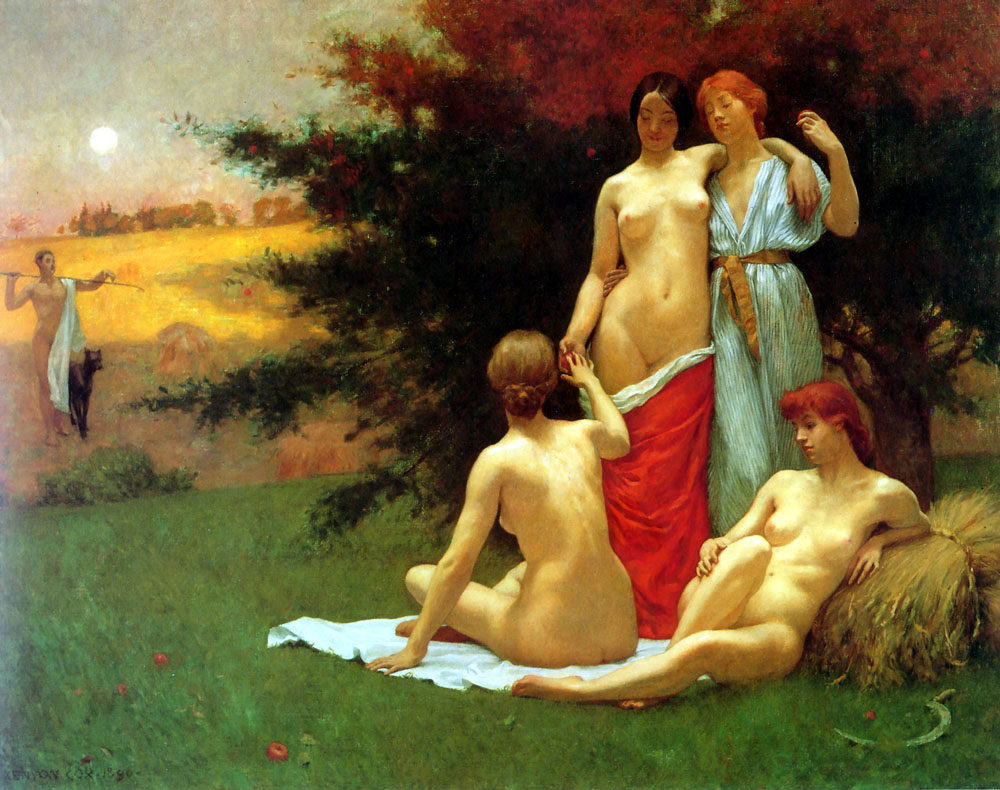

نشيد الرُّعاة أو القصيدة الرعوية (بالإنجليزية: Eclogue) هو قصيدة شعر أو نشيدة في صورة حوار، تنتمي للشعر الغنائي، وهي من نوع الأدب الرعوي الذي الذي يشيد بالتقاليد البسيطة في حياة الريف، مقابل حياة المدينة. بدأت القصيدة الرعوية كنوع مسرحي تأخذ شكلًا محددًا في القرنين الخامس عشر والسادس عشر، من خلال كُتّاب مثل خوان ديل إنثينا قصيدة رعوية ممثلة في طلب الحب وبيدرو مانويل دي أوريا في قصيدة رعوية عن تراچيكوميديا كاليستو وميليبيا، ولوكاس فيرنانديث في مهازل وقصائد على الطريقة والأسلوب الرعوي والقشتالي وغيرهم.